# Женщина-паук (Ultimate Marvel)
Же́нщина-пау́к (англ. Spider-Woman), настоящее имя Дже́ссика Дрю (англ. Jessica Drew) — супергероиня американских комиксов издательства Marvel Comics. Персонаж является альтернативной версией двух носительниц прозвища Женщина-паука (Джессика Дрю и Джулия Карпентер) из основной вселенной Marvel, находящейся на Земле-616. Данная версия родом с Земли-1610.
Ultimate Женщина-паук была создана Брайаном Майклом Бендисом и Марком Багли в 2006 году. В этой реальности она является клоном Питера Паркера.

## История публикаций
Созданная сценаристом Брайаном Майклом Бендисом и художником Марком Багли, Ultimate-версия Женщины-паука дебютировала в Ultimate Spider-Man #98 (октябрь 2006). В All-New Ultimates #1 состоялось первое появление героини в образе третьей Чёрной вдовы (после Наташи Романофф и Моники Чанг). Она была одной из второстепенных персонажей в комиксах Ultimate Comics: Spider-Man и Ultimate Comics: The Ultimates.

## Биография

### Сага о клонах
Женщина-паук — генетически созданный клон первого Человека-паука / Питера Паркера, чьи хромосомы были изменены таким образом, что в отличие от других клонов Паркера, Джессика родилась женщиной. Она была создана вместе с Каином для работы в качестве агента ЦРУ, она сохранила воспоминания Питера и любовь к Мэри Джейн Уотсон, также считая себя Питером. Создатели хотели стереть её воспоминания и вживить новые, но оба сбежали до того, как процесс был завершён.
Доктор Осьминог раскрывает себя как организатора экспериментов, в результате которых были созданы клоны. Объядинившись с Питером, Джессика вступает в сражение с Октавиусом, в конечном итоге одержав победу. Питер сдаётся Нику Фьюри, в то время как Джессика, оставшаяся единственным живым клоном, уходит Женщина-паук решает начать новую жизнь отдельно от Питера и прощается с ним с «самыми неловкими объятиями в истории». Между ними формируются братско-сестренские узы.

### Ультиматум
Женщина-паук появляется в комиксе-кроссовере Ultimatum, помогая Джонни Шторму задержать Стервятника. Шторм, который прервал свидание с известной, но чересчур строптивой певицей, начинает флиртовать с Джессикой, не подозревая, что та является клоном его лучшего друга Питера Паркера. Во время нападения Магнето Женщина-паук помогает эвакуировать мирных жителей, в числе которых была тёте Мэй, обещая ей найти Питера. Позже она отправляется в центр Манхэттена, где на дом Доктора Стрэнджа-младшего нападает Кошмар. Халк разрушает портал в Тёмное измерение, что приводит к взрыву. После короткого преследования Халком, Женщина-паук продолжает поиски Питера и встречает Китти Прайд. Они организовывают совместный поиск, а также пытаются помочь встречным выжившим, но в то же время остаются шокированными многочисленными смертями и хаосом. Им удаётся найти остатки маски Питера, которую Китти берёт с собой и отдаёт Мэри Джейн Уотсон в доме Паркеров, сообщая ей и Мэй, что Питер по-прежнему находится среди пропавших без вести.

### Ultimate Comics: Spider-ManandUltimate Comics: The Ultimates
После того, как Питер погиб в сражении с Зелёным Гоблином, Женщина-паук знакомится с новым Человеком-пауком — Майлзом Моралесом. Затем она помогает Железному человеку и Соколиному глазу в противостоянии с Электро. В конце концов, Женщина-паук разочаровывается в команде Алтимейтс, и вместе с Капитаном Британией попадает в плен к новому директору Щ.И.Т.а Марвину Фламму, а после освобождения принимает участие в присяге Капитана Америки на посту президента. Некоторое время спустя, Женщина-паук присоединяется к новому президенту и входит в состав сухопутных войск. Во время сюжетной арки United We Stand Женщина-паук неохотно объединяется с Майлзом во время конфронтации Щ.И.Та с террористической организацией ГИДРА. По окончании битвы, в ходе которой они оказываются отделены друг от друга, Женщина-паук находит Майлза и возвращает его в Нью-Йорк.
Когда Майлз перестаёт быть Человеком-пауком из-за личной трагедии, Женщина-паук признаётся Майлзу, что она — клон Питера, объясняя, что, хотя у неё есть воспоминания Паркера, она не Человек-паук, но чувствует, что Майлз должен им стать. Это убеждает Майлза вернуться к личности Человека-паука.

### All-New Ultimates
Позже Майлз и Женщина-паук объединяются с Плащом и Кинжалом и Бомбочкой для борьбы с Мозговым трестом Роксона и Дональдом Роксоном. Вместе с Китти Прайд группа провозглашает себя Новыми Алтимейтс, тогда как Джессика берёт себе новый супергеройский псевдоним — «Чёрная вдова».

### Spider-Verse
Во время сюжетной арки Spider-Verse Женщина-паук объединяется с альтернативными версиями Каина и Бена Рейли, чтобы исследовать дом Наследников и выяснить, как они могут создавать новые тела для себя.

### Spider-Men II
После событий Secret Wars, которые, казалось бы, уничтожили вселенную Джессики, она возвращается к жизни, вновь принимая личность Женщины-паука, и присоединяется к Алтимейтс вместе с воскресшим Питером Паркером, который вновь стал Человеком-пауком в отсутствие Майлза после того, как тот переместился на Землю-616.

## Вне комиксов
- Ultimate Женщина-паук появляется в качестве разблокируемого игрового персонажа в видеоигре Spider-Man: Unlimited[27].
- Ultimate Женщина-паук является игровым персонажем в рамках DLC про Человека-паука для Lego Marvel's Avengers, однако, по неизвестным причинам, упоминается как Девушка-паук[28].

## Критика и отзывы
ComicBook.com поместил Ultimate-версию Женщины-паука на 3-е место среди «7 лучших героинь из мультивселенной Человека-паука». По версии Screen Rant Ultimate Джессика Дрю заняла 7-место в списке «10 лучших альтернативных версий Женщины-паука».